# Hipertermiás intraperitoneális kemoterápia
 Az intraperitoneális hipertermiás kemoperfúzió (HIPEC vagy IPHC) a hipertermiás terápia egy fajtája, amelyet műtéttel kombinálva alkalmaznak előrehaladott hasi daganatok kezelésére. Az eljárás során felmelegített rákellenes gyógyszereket juttatnak be, és rövid ideig keringetnek a hasüregben. A HIPEC során beadott kemoterápiás szerek általában a Mitomicin C és a ciszplatin.
Az eljárást általában rákműtétek után alkalmazzák, és  magában foglalhatja az összes érintett peritoneális terület eltávolítását. A tapasztalatok szerint ez az eljárás különösen előnyös a petefészekrák bizonyos eseteiben.
2020-ban még nem állt rendelkezésre elegendő bizonyíték az eljárás előnyeiről primer előrehaladott epiteliális petefészek-, petevezeték- vagy primer peritoneális karcinóma, visszatérő petefészekrák, peritoneális kolorektális karcinomatózis, gyomor-peritoneális karcinomatózis, rosszindulatú peritoneális mesothelioma vagy a nyálkás féregnyúlvány-daganatok esetén.
A kezelés 8-10 órás is lehet, és jelentős szövődményekkel járhat.
Mellkas esetén a HIPEC-eljárás megfelelője a hipertermiás intrathoracikus kemoterápia (HITOC).

### Kemoterápiás szerek
Különféle kemoterápiákat alkalmaznak, és nincs egyértelmű konszenzus arról, hogy milyen gyógyszereket kell alkalmazni. A Mitomicin C és az oxaliplatin a leggyakrabban használt szerek a vastag- és végbélrák kezelésére, míg a ciszplatint a petefészekrák kezelésére használják.

## Előzmények
1934-ben a New York-i Joe Vincent Meigs írt a petefészekrák daganateltávolító műtétről (citoreduktív műtét) a betegség makroszkopikus formájának csökkentése érdekében. A 60-as és 70-es években ez az agresszív citoreduktív megközelítés kezdett egyre inkább  elfogadottá válni. Ez idő alatt Dr. Kent Griffith, a National Cancer Institute munkatársa a II. és III. stádiumú petefészekrákos betegek túlélési prognosztikai mutatóiról is beszámolt, megjegyezve, hogy sikerült jelentősen csökkenteni a maradék tumortömeg méretét (<1,6 cm), ami a  túlélési esély növekedésével járt. Az időközben elvégzett kísérletek bebizonyították, hogy a hipertermia, valamint az intraperitoneális kemoterápia hatékony a rákos sejtek elpusztításában. Spratt és munkatársai az 1980-as években a Kentucky állambeli Louisville Egyetemen ezeket a koncepciókat termikus transzfúziós infiltrációs rendszerben (TIFS) egyesítették, ami a felmelegített kemoterápiás szer bejuttatását jelentette kutyáknál a peritoneális térbe.
Az első emberi TIFS-kísérlet 1979-ben történt, amikor hipertermiás kemoterápiát alkalmaztak lokálisan előrehaladott hasi rosszindulatú daganatnál. 
Az 1980-as években végzett további kísérletek során a kemoterápiás szereket akár 30-szor nagyobb koncentrációban is alkalmazták, mint a biztonságos intravénás adagolás esetén. 
Az 1980-as évek közepén és végén a Washingtoni Rákkutató Intézet munkatársa, dr. Paul Hendrick Sugarbaker végzett kísérleteket e téren: a gyomor-bélrendszeri rosszindulatú daganatok peritoneális disszeminációját kezelte ilyen eljárással, és beszámolt a túlélési esélyek növekedéséről.
Hamar nyilvánvalóvá vált, hogy a citoredukció túlélési előnyökkel jár. 
1995-ben Sugarbaker a citoredukció lépésenkénti megközelítését dolgozta ki, így próbálva szabványosítani és optimalizálni ezt a folyamatot.
A HIPEC technika továbbfejlesztése a többféle szállítási módok bevezetésével történt. A „Coliseum” technika, valamint a Sugarbaker által 1999-ben leírt hasonló eljárások során a felnyitott hasüregbe felmelegített kemoterápiás szereket juttattak. A nyitott műtéti eljárás előnyei közé tartozott, hogy a sebész közvetlen hozzáférést nyert a hasüreghez a hipertermiás szerek beadása során, így kényelmesen tudta kezelni a folyadékot és a műtéti területet, mialatt gyors és homogén  gyógyszereloszlást lehetett biztosítani a kívánt hőmérsékleten. Ügyelni kellett arra, hogy a peritoneális felületek egyenlően legyenek kitéve a terápia teljes időtartama alatt, valamint el kellett kerülni a veszélyes felmelegedést vagy az egészséges szövetek túlzott felmelegedését. Ezzel szemben, a zárt műtéti technika során a kemoterápiás infúzió előtt a hasfalat lezárják, így csökkentve a peritoneális felületek hőveszteségét. A két technika lehetséges előnyeinek ötvözése a félig nyitott rendszer, amelyet Sugarbaker először 2005-ben alkalmazott,  kifejlesztve egy új  konténment eszközt, az ún. Thompson retraktort. Ez utóbbi lehetővé teszi  a hasi bőr széleinek víztömör megemelését. 
A közelmúltban megjelent új eljárás: CRS (cytoreductive surgery: citoredukciós műtét vagy kiterjesztett hasüregi műtét) + HIPEC csökkenti a beteget érő terhelést.
2016-ban dr. Lotti M. és csapata új technikát dolgozott ki: laparoszkópiával kombinált HIPEC (Laparoscopy-Enhanced HIPEC: LE-HIPEC), amelynél a hipertermiás kemoterápiát a hasi seb lezárása után alkalmazzák, és laparoszkópos módszerrel keverik a hasi tartalmat a perfúzió során. 
Lotti M. megkérdőjelezte azt az állítást, hogy a Coliseum technikával homogén hőeloszlást lehet elérni. 
A Lotti M. csapata által alkalmazott LE-HIPEC célja a zárt műtétes  technikához képest jobb hőleadás és -megőrzés, valamint a perfúziós folyadék jobb keringetése (mint a nyitott műtétes technikánál). 
A hagyományos zárt hasi technikával szemben a LE-HIPEC technika lehetővé teszi a sebész számára a hasüreg megnyitását és a felmelegített perfúziós folyadék bevezetését. Emellett, lehetővé válik azoknak a korai intraabdominalis összenövéseknek a beazonosítása és felaprózása, amelyek akadályoznák a perfúziós folyadék keringését a szokásos zárt hasi perfúzió során. Egy további tanulmányban Lotti M. és társai megállapították, hogy a CRS után a betegek 70%-ánál korai intraabdominalis tapadás jelentkezett röviddel a seb lezárása után.

## Az eljárás
Az infúzió során a kemoterápiás szer az intraperitoneális folyadékból a szövetközi térbe, a szövetekbe és a plazmába diffundál, hasonlóan a peritoneális dialízishez. A plazma-peritoneum gát megakadályozza a kemoterápiás szer szisztémás felszívódását a véráramba, ezáltal korlátozza a toxicitást és a mellékhatásokat. Bizonyos szereket, például a ciszplatint vagy a Mitomicin C-t 41-43 °C-ra felmelegítik a citotoxikus hatás fokozása érdekében.

### Anesztetikumok
A kutatók beszámoltak arról, hogy a célirányos terápia lehetővé teszi a folyadékterápia és a gyógyszerek egyéni beállítását, amellyel el lehet kerülni a túlzott folyadékhasználatot és a hemodinamikai instabilitást.

## Vitás kérdések
Bár potenciálisan gyógyító hatású, a kombinált CRS+HIPEC jelentős perioperatív morbiditással és mortalitással, valamint az életminőség rövid távú csökkenésével jár. 
Az eljárással szemben szkeptikus szakemberek  azzal érvelnek, hogy még nem volt olyan többközpontú, randomizált, 3. fázisú vizsgálat, amely a CRS+HIPEC-et a teljes citoredukcióval, illetve a szisztémás terápiával összehasonlította volna. Ezért ez a terápia nem felelt meg azoknak a tudományos követelményeknek, amelyek teljesítése esetén szabványos terápiás eljárásnak  lehetne tekinteni. A CRS+HIPEC hívei azzal érvelnek, hogy eddig nem volt olyan szisztémás terápia, amely meghosszabbította volna a betegek túlélését peritoneális metasztázis esetén. A primer daganat után kialakuló peritoneális metasztázisok kezelése csak szisztémás terápiával nem hatékony, mivel az átlag túlélési idő kevesebb, mint 36 hónap. 
A CRS+HIPEC terápiával kezelt colorectalis eredetű peritoneális carcinomatosisos betegeknél legalább 5 évig nem újult ki a betegség, a teljes gyógyulási arány legalább 16%-os volt.

## Fordítás
Ez a szócikk részben vagy egészben  a   Hyperthermic intraperitoneal chemotherapy című angol Wikipédia-szócikk ezen változatának fordításán alapul.  Az eredeti cikk szerkesztőit annak laptörténete sorolja fel. Ez a jelzés csupán a megfogalmazás eredetét és a szerzői jogokat jelzi, nem szolgál a cikkben szereplő információk forrásmegjelöléseként.